# Hudson's Hope
 (janvier 2022).
Hudson's Hope est une municipalité de district située dans la province de la Colombie-Britannique, dans le centre-est.

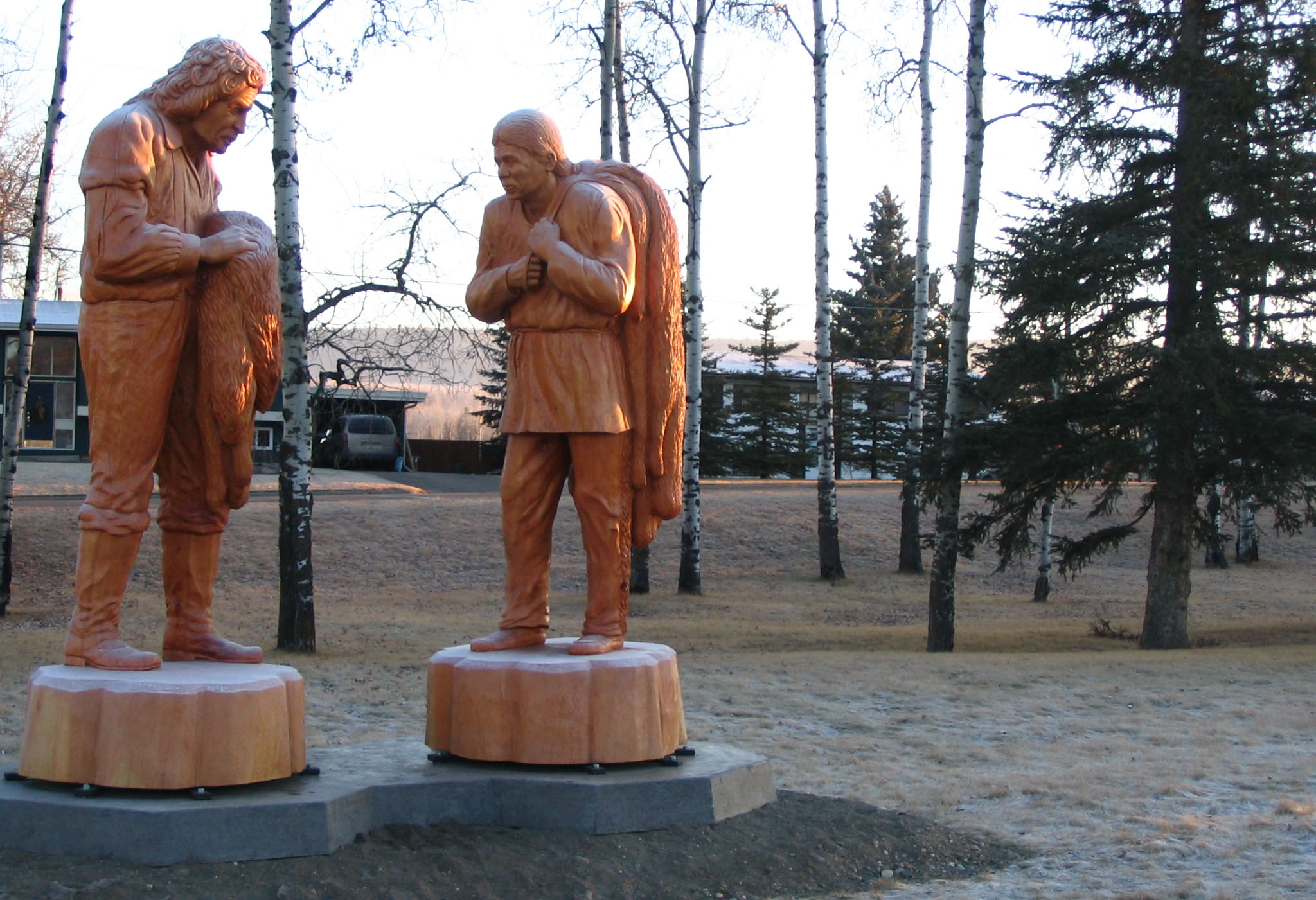
Sculptures à la tronçonneuse dans le parc Stegge